# Temple d'Auguste et de Livie
Pour les articles homonymes, voir Temple d'Auguste.
Vous lisez un « bon article » labellisé en 2015.
Le temple d'Auguste et de Livie est un temple romain périptère sine postico hexastyle corinthien édifié au début du Ier siècle, qui se situait dans le centre-ville de la cité antique de Vienna, correspondant également au centre de la ville contemporaine de Vienne, dans le département français de l'Isère et la région Rhône-Alpes.
Lors de sa construction, le temple est dédié au culte impérial, pour honorer l'empereur Auguste et son épouse Livie. Visité par Julien en 355, il est alors considéré comme un lieu de présages et de signes de bonne fortune.
Avec la chute de l'Empire romain d'Occident et la forte christianisation en Gaule, le temple est devenu l'église paroissiale de Sainte-Marie-la-Vieille puis Notre-Dame-de-la-Vie jusqu'à la Révolution française. À partir de 1792, l'église devient le temple de la Raison puis le tribunal de commerce de Vienne, ensuite le musée ainsi que la bibliothèque de Vienne (jusqu'en 1852), et enfin, après 28 ans de travaux, l'édifice retrouve son aspect primitif de temple romain. C'est aujourd'hui, avec la Maison carrée de Nîmes, le seul édifice de ce type qui se soit aussi bien conservé sur le sol de l'ancienne Gaule. Il fait l’objet d’un classement au titre des monuments historiques par la liste de 1840.

## Histoire antique et description du temple

### Culte impérial

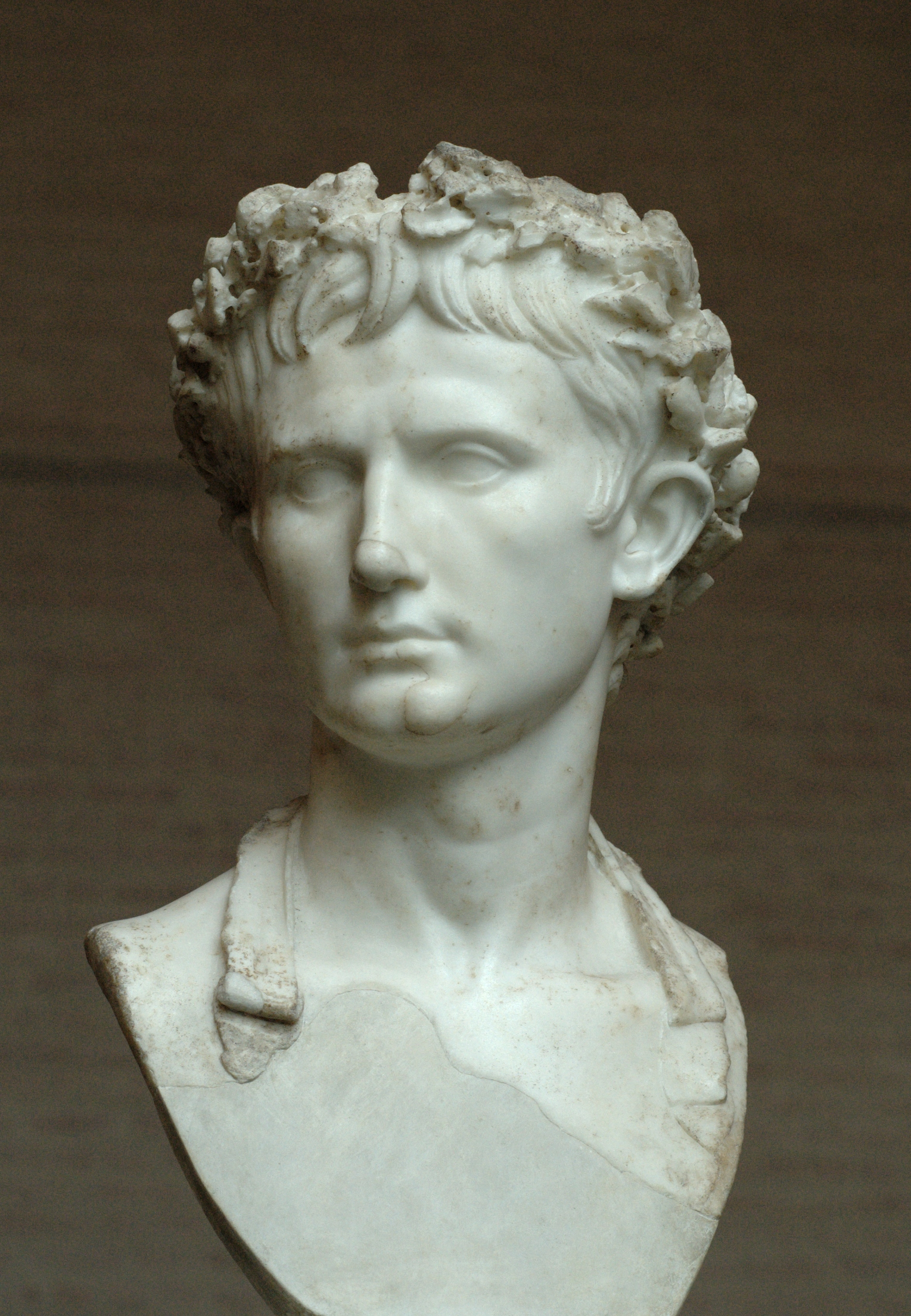
Buste de l'Empereur Auguste, à la Glyptothèque de Munich.

Le temple d'Auguste et de Livie est un important marqueur de la mutation du monde romain qui voit à la fin du Ier siècle av. J.-C. l'apparition du régime impérial, avec la concentration du pouvoir autour d'un seul homme, le princeps.
L'Empire succède à la République et l'emprise d'Auguste et de sa famille se fait particulièrement présente en Gaule Narbonnaise où l'on dénombre pas moins de 75 effigies des membres de la domus Augusta. Très vite, la présence de l'empereur se remarque dans l'organisation du territoire et dans le développement de la Cité de Vienne, qui n'ont pu se faire qu'en liaison étroite avec l'aristocratie allobroge. La création du vicus d'Augustum (Aoste) est l'illustration de l'intervention directe de l'empereur. Des notables de la cité de droit latin reçoivent très vite la citoyenneté romaine, et il est plus que probable que le rempart de Vienne ait été construit avec l'aval d'Auguste, et peut-être même grâce à une aide pécuniaire de sa part. Les manifestations en l'honneur d'Auguste et de sa famille, savamment orchestrées par le pouvoir central et les édiles locaux, se multiplient en Narbonnaise et prennent parfois un caractère monumental et majestueux. La Maison carrée à Nîmes est ainsi dédiée à Caius et à Lucius Caesar qu'Auguste adopta après la mort de leur père Agrippa. La dédicace du temple de Vienne associe Rome et Auguste, puis Livie divinisée. Le sanctuaire de Pipet est lui aussi dédié au culte impérial. Le temple du sanctuaire de Vernègues, très proche du temple d'Auguste et de Livie, est dédié au culte dynastique.
En décembre 355, le César Julien se rend au temple d'Auguste et de Livie pour une célébration en son honneur. Une guirlande de feuillages tombe alors du sommet du temple sur le cortège impérial. Cela est aussitôt interprété comme un présage heureux, et le signe que Rome va désormais considérer la Gaule à sa juste valeur.

### Le temple au cœur du forum viennois
Poumon de la cité où se concentrent les pouvoirs politique, judiciaire, économique, le forum de Vienne est organisé autour d'une place, avec à l'ouest, une aire sacrée où trône le temple d'Auguste et de Livie et, à l'est, une basilique. Deux portiques monumentaux bordent les longs côtés nord et sud. Cette composition est celle du forum tripartite à composition axiale, plan bien connu en Italie et dans les provinces occidentales de l'Empire romain. Sur la place publique exclusivement piétonne se dressent des monuments commémoratifs et des inscriptions honorifiques affichant la dignité de la cité et de ses hommes illustres. L'entrée sud-est du forum, encore en place du fait de son intégration dans une construction médiévale, se compose de deux arcs dont le plus grand permettait l'accès à la place et le plus petit, axé nord-sud, appartenait à la galerie de la basilique. Sa décoration d'époque julio-claudienne est particulièrement soignée : de part et d'autre d'une frise de feuilles d’acanthe, des têtes représenteraient selon les dernières interprétations Achéloos, dieu à cornes taurines, et non pas Jupiter Amon. C'est au sud de l'unique éperon rocheux de la plaine longeant le Rhône que les Allobroges avaient aménagé une plateforme, remaniée pour la création du forum romain. Le caractère névralgique de ce lieu a perduré à travers les siècles, puisqu'au Moyen Âge, le palais des rois de Bourgogne, qui devint ensuite palais delphinal, a pris place juste au nord du temple d'Auguste et de Livie. Au XVIIIe siècle, le bâtiment est reconstruit, et sa fonction de palais de justice subsiste encore aujourd'hui.

### Architecture et dimensions

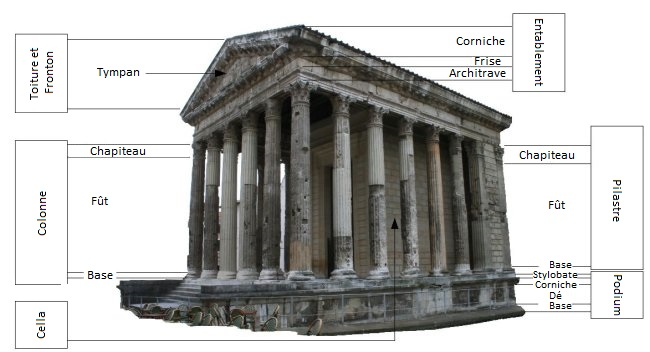
Composition architecturale du Temple d'Auguste et de Livie.

Aujourd'hui, l'édifice possède une longueur totale de 27 mètres sur une largeur de 14,25 mètres et sur une hauteur de 17,36 mètres, dont 9,70 m pour la colonnade. C'est un temple du type pseudo-périptère sine postico (la colonnade arrière est remplacée par un mur) dont la forme est celle d'un parallélogramme. Il s'élève sur un podium haut de 2,75 mètres présente six colonnes cannelées en façade et six sur les côtés latéraux (en comptant la colonne d'angle) qui se prolongent par le retour du mur postérieur flanqué de deux pilastres engagés. La cella reconstruite est précédée d'un vestibule auquel on accède par un large escalier frontal. L'ordre est corinthien, l'entablement classique est peu décoré (modillons de la corniche).

### Un temple construit en deux temps

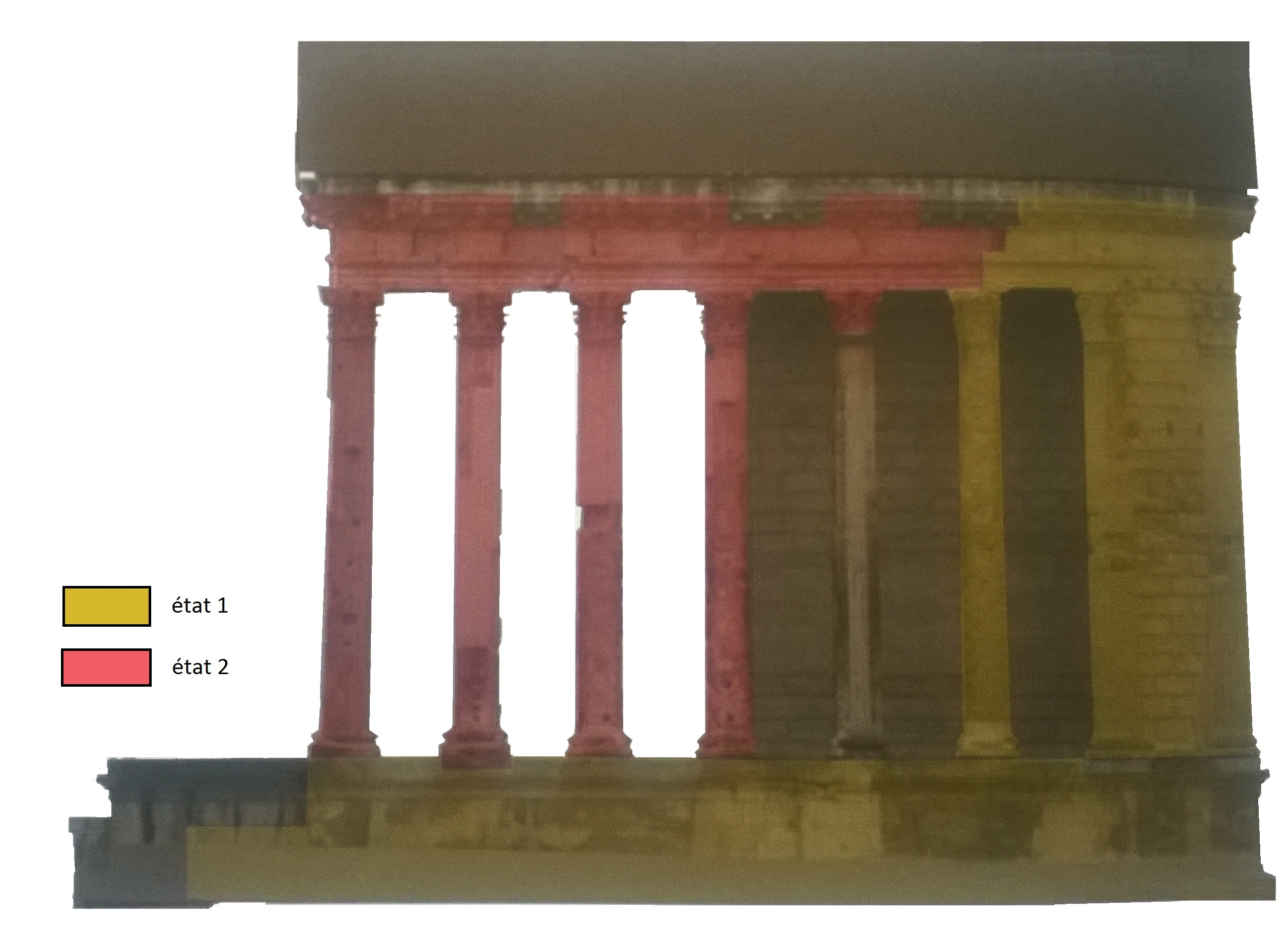
Schéma des deux états de construction du Temple.

Certainement construit dans une fourchette entre les années 27-10 av. J.-C., le temple est rebâti aux deux tiers quelques décennies plus tard. Mais la date de la reconstruction est encore débattue. Entouré de colonnes sur trois côtés, il s'agit d'un temple périptère sans posticum qui se dresse sur un podium de plus de 2,50 mètres. Son plan est unique en Gaule.
L'édifice s'élevait au cœur de la ville dans le forum viennois qui était une grande place dallée entourée de portiques. Positionné à l'ouest dans l'aire sacrée, il faisait face à la basilique. C'est le schéma classique du forum tripartite connu ailleurs en Gaule. Ainsi, le temple est orienté sur un axe est-ouest presque parfait. Ce temple sine postico présente sur sa façade orientale six colonnes. Les longs côtés sud et nord présentent chacun six colonnes et deux pilastres alors que le mur fermant le temple à l'ouest est bordé par deux autres pilastres. L'ensemble s'élève sur un haut podium et on accède au temple et à la cella, entièrement reconstruite, par un escalier lui aussi restitué. Deux états de construction ont été mis en évidence à partir des différences ornementales au vu de l'utilisation de différents matériaux. De l'édifice primitif construit en pierre du Midi, il ne reste que la partie arrière, soit le mur en grand appareil à l'ouest, les deux pilastres d'angle, les deux retours avec les pilastres au nord et au sud ainsi que les deux premières colonnes de ces longs côtés. Les chapiteaux corinthiens allongés, formés de deux assises, présentent des acanthes charbonneuses et plaquées sur la corbeille, les hélices et les crosses sont grêles et débordent largement des feuilles du calice. Les modillons de la corniche sont, pour cet état, décorés. Ce premier état est daté par comparaison avec la Maison carrée de Nîmes, le temple romain de Château-Bas à Vernègues et d'autres édifices en Narbonnaise, du dernier quart du Ier siècle de notre ère. La plus grande partie de l'édifice est reconstruite dans un deuxième temps avec de nouveaux matériaux (pierre de Seyssel et choin). Les chapiteaux sont notamment différents avec des acanthes modelées de façon plus naturelle, des feuilles lisses et des nervures marquées au trépan.
Cet édifice a donc nécessité une reconstruction partielle qui n'a pu intervenir avant le règne de Claude où l'on situe les premières utilisations de choin à Vienne. Bien que quelques traces d'incendie aient été récemment observées sur les chapiteaux du premier état, on pense qu'un accident de ce genre n'a pas suffi à déstabiliser le monument et on suppose plutôt qu'un léger séisme a provoqué l'effondrement de la partie orientale de l'édifice, la partie arrière ayant mieux résisté du fait de la présence de la cella et du mur ouest.
Cette reconstruction intervient sans doute avant que Livie soit divinisée en 42 car on a remis l'inscription initiale sur la frise du nouveau fronton et ajouté ensuite celle de Livie sur l'architrave. On peut penser que si la reconstruction du temple était intervenue après la divinisation de Livie, une inscription comportant l'ensemble de la dédicace aurait orné la frise, sans déborder sur l'architecture.

### Inscriptions antiques

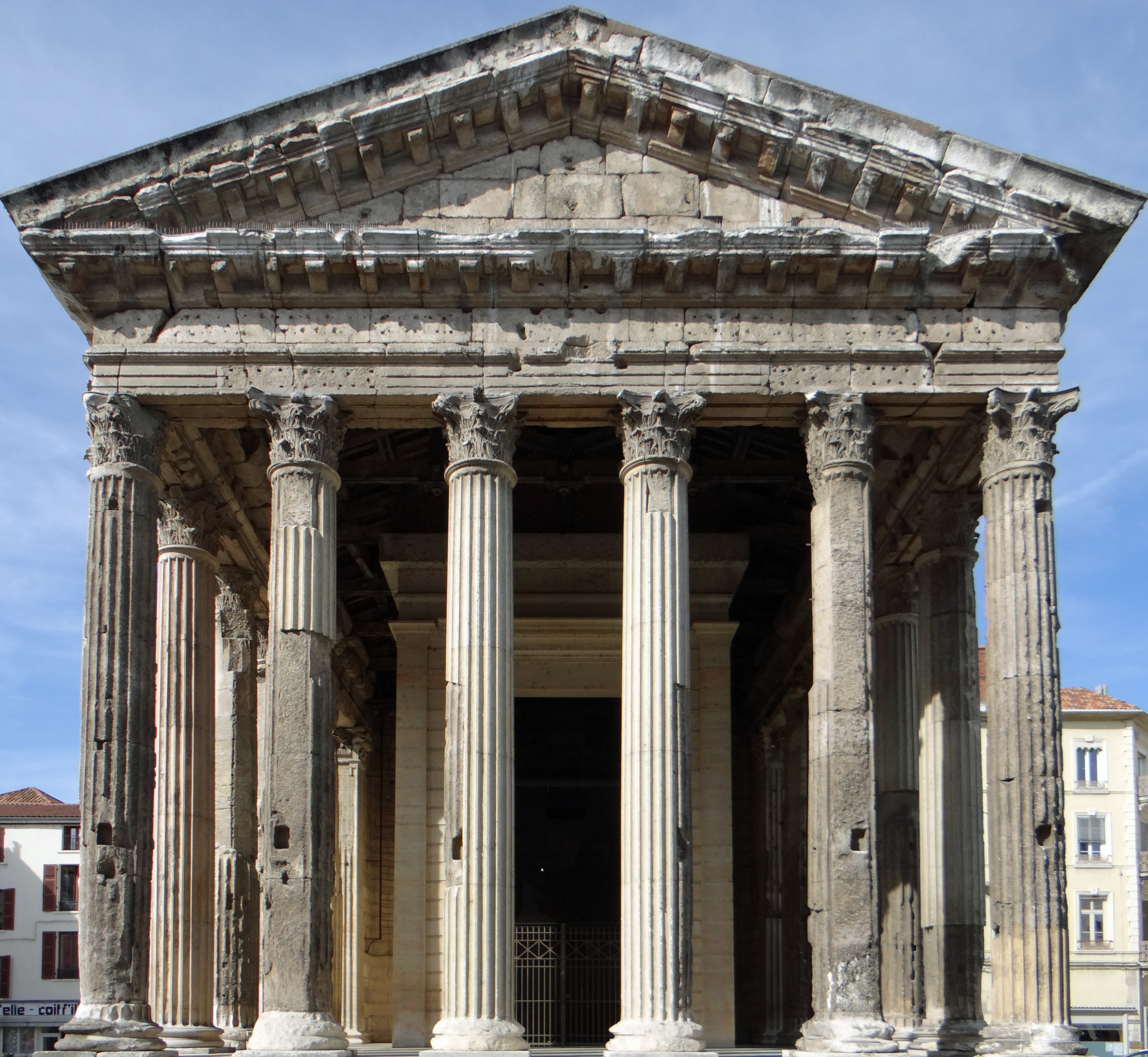
Sur cette photo de la façade est du temple, on peut voir les inscriptions apposées sur la frise et l'architrave.

Les inscriptions que l'on peut lire sur la frise et l'architrave sont placées sur la façade orientale.
À première vue, les inscriptions semblent indépendantes des transformations architecturales. Même si l'inscription primitive a disparu, elle a été replacée dans sa forme originelle après la reconstruction qui a eu lieu à la suite de l'effondrement de la partie avant de l’édifice.

#### Dédicaces
Depuis le XVIIIe siècle jusqu'à nos jours la restitution de la dédicace n'a cessé d'exciter la sagacité des épigraphistes ou des érudits. D'où de multiples propositions de lectures et souvent divergentes (Schneyder, Delorme, Pelletier...). En façade, subsistent les trous de fixation des lettres de bronze des deux inscriptions successives, et même l’empreinte des lettres de la première, sur la frise. Mais ces restitutions laissent sans emploi certains trous de scellement. De plus, il faut ajouter l'éventualité de trous destinés à la fixation d'un relief en bronze (sur le fronton et l'entablement). La plupart des restitutions proposées depuis Pierre Schneyder sont résumées par André Pelletier, qui propose à son tour d'autres lectures pour trois dédicaces successives.
- La première inscription, sur la frise, correspond à une dédicace des années 25-15 av. J.-C., car placée du vivant d'Auguste, dont on sait qu'il a toujours exigé que Rome lui soit associé[A 2] :

| Texte                                 | Traduction                                             |
| ------------------------------------- | ------------------------------------------------------ |
| ROMAE ET AUGUSTO CAESARI DIVI F[ILIO] | À Rome et à César Auguste, fils du divin (Jules-César) |
- Puis, elle est remplacée par une deuxième inscription qui se poursuit sur l'architrave[D 2] :

| Texte                                                   | Traduction                                                                 |
| ------------------------------------------------------- | -------------------------------------------------------------------------- |
| [APOLLINI (?) SAN]CTO ET DIVO AUGUSTO ET DIVAE AUGUSTAE | (À Apollon ?) vénérable et au divin Auguste et à la divine Augusta (Livie) |
- C'est après la divinisation de Livie, épouse d'Auguste, intervenue en 42, que l'on ajouta, cette fois sur l'architrave que, pour la circonstance, il fallut retailler une nouvelle inscription vers le milieu du Ier siècle. Ainsi, si la reconstruction est certainement postérieure à l'utilisation du choin, on ne peut exclure qu'elle soit intervenue plus tard dans le courant même du IIe siècle, où les hommages à Auguste et à Livie sont encore rendus[B 2].

En conclusion, le temple est consacré au culte impérial : avec la dédicace à Rome et Auguste, puis dans un deuxième temps, une nouvelle dédicace associe l'empereur Auguste défunt et un dieu romain Apollon (?), auxquels est ajouté le nom de Livie.

#### Trous de scellement
Selon la note de Jules Formigé adressée au Secrétaire perpétuel de l'Académie des inscriptions et belles-lettres, l'architecte en chef des monuments historiques examine les trous de scellement de lettres de bronze disparues du temple d'Auguste et de Livie, il cite 

« Ces trous, de formes et de grosseurs diverses, auxquels s'ajoutent des retailles, des mutilations et des tâches de la pierre, produisent une confusion extrême. »

Ayant tenté à son tour de déchiffrer les inscriptions apposées sur la frise et sur l'architrave de la façade du temple, il observe sur la frise trois sortes de trous : 

« Les uns sont petits, de formes et d'inclinaisons variées, et rebouchés en partie par du mastic romain ; les autres, sensiblement plus gros et de forme régulière sont tous apparents ; enfin, dans la partie centrale de la frise, apparaissent de très gros trous. Sur l'architrave se voient aussi des trous, identiques à ceux de dimension moyenne sur la frise. »

Étant donné que cette dernière série de trous présentée par Jules Formigé « sont l'effet d'une addition postérieure, puisqu'ils sont placés sur une partie d'architrave dont deux bandes ont été recoupées à cet effet », il en conclut que le temple a reçu deux inscriptions successives comme la Maison carrée de Nîmes.

## De l'église au musée

### La transformation du temple en église
La possibilité de convertir un temple en église est affirmée par un canon du concile d'Épaone en 517, ce qui situe la transformation du temple en église au début du VIe siècle, ce dont le monument romain a beaucoup souffert, puisque la cella est supprimée et les entrecolonnements sont comblés et murés,,. Une tradition rapportée, au XVIIIe siècle, par Claude Charvet attribue à l'archevêque Burchard, au XIe siècle, la conversion en église « d'un ancien Temple, d'autres disent l'ancien Prétoire où les Romains rendaient la Justice » pour Rodolphe III, dernier des rois de Bourgogne. La première mention de l'église est effectivement un acte du XIe siècle. Mais sans doute s'agit-il plutôt d'une restauration : une transformation aussi tardive n'aurait pas permis la conservation du temple dans toute son élévation. L'acte du XIe siècle nomme la paroisse :
| Texte                             | Traduction                           |
| --------------------------------- | ------------------------------------ |
| SANCTAE MARIAE QUAE VOCATUR VETUS | Sainte-Marie qui est appelée vieille |
Ce nom peut rappeler le caractère antique du bâtiment ou distinguer le monument de Notre-Dame-d'outre-Gère. La fouille de ce site en 1991-1992 a permis de dater sa construction du VIe siècle : la transformation du temple en église serait donc très précoce.
Au XIIe siècle, une bulle du pape Alexandre III confirme la possession de Notre-Dame-de-la-Vieille à l'abbaye des dames de Saint-André-le-Haut. Au XIIIe siècle, l'église est dénommée en ancien français :
| Texte                    | Traduction                     |
| ------------------------ | ------------------------------ |
| MIDON SAINTI MARI LA VES | Madame Sainte-Marie-la-Vieille |
Notre-Dame-de-La-Vieille se transforme en Notre-Dame-de-la-Vie. L'archevêque Jean de Bernin restaure l'église, au XIIIe siècle. Dans cette nouvelle restauration, l'archevêque viennois, fait édifier un clocher, près de la porte du Midi,. Une autre restauration intervient, au XVIe siècle, sous l'archevêque Pierre Palmier.

### Les transformations architecturales médiévales et modernes
Pour la façade sud de l'édifice, différentes photographies prises, entre 1852 et 1870, durant les travaux de restauration, permettent de repérer plusieurs époques de la transformation du bâtiment. Construite au XIIe siècle, une première porte (à droite de la façade sud), étroite et assez basse, s'inscrit entre deux colonnes et son seuil coupe l'assise supérieure de la plateforme du temple. Une deuxième porte plus haute (à gauche de la façade sud), celle-ci construite au XIIIe siècle, entaille beaucoup plus bas la plateforme : l'arc d'encadrement de son linteau plein a entaillé le milieu des colonnes sur lesquelles il s'appuie. Au-dessus, les traces de trois fenêtres du XIIe siècle sont conservées à gauche de la façade sud, une fenêtre plus haute à arc en ogive a conservé son remplage gothique, datant du XVIe siècle. Toutes ces ouvertures ont été murées et remplacées au début du XIXe siècle par deux fenêtres rectangulaires.
Pour la façade nord, malheureusement, il existe peu de sources permettant de reconstituer les éléments de cette façade nord. Selon l'ouvrage de Bernard de Montfaucon dans lequel se trouve une petite vignette dans l'angle de représentation de la Maison carrée de Nîmes : on y voit une fenêtre haute tout à gauche, et une porte tout à droite. Cependant cette vision de la façade nord de l'ex-église ne semble pas confirmée par ce qui reste du dessin de Pierre Schneyder, incendié au XIXe siècle : la fenêtre, décalée à l'ouest, est, selon Pierre Schneyder, d'époque gothique.

Toujours selon Pierre Schneyder, les fenêtres médiévales de la face est sont différenciées. La fenêtre centrale semble d'époque gothique avec un arc en ogive. La porte d'entrée principale de l'ex-église est donc sur la façade est, contrairement à l'orientation des églises classiques, où le portail central se trouve à l'ouest, le chœur et l'autel, quant à eux, se trouvent à l'est. Au XVIIIe siècle, Claude Charvet écrit : 

« La principale face de ce bel édifice regardoit le couchant : elle est actuellement masquée par une maison particulière. »

Selon son point de vue, le temple, comme les églises, ouvrait à l'ouest. Cependant, le temple ouvrait bien à l'est : cette permanence est un argument en faveur de l'ancienneté de la transformation, mais aucun des historiens de Vienne n'a relevé cette anomalie de l'orientation. Une gravure du XVIIIe siècle représente la place Notre-Dame-de-la-Vie (actuelle place Charles de Gaulle), orientée de sorte que l'on voie uniquement la façade est du temple, montre les traces de cinq fenêtres romanes entre les colonnes ; trois sont murées, deux restent ouvertes. La fenêtre centrale est condamnée par la porte et la niche avec une statue de la Vierge, créées au XVIIe siècle. Le sol de la place est au niveau du soubassement du temple : quelques marches font accéder à la porte.
Au sujet de la façade ouest, on retrouve encore aujourd’hui des lignes de trous de poutres, correspondant aux planchers des maisons qui s'accolaient au temple, avant son dégagement au milieu du XIXe siècle. En ce qui concerne l'intérieur du temple du temps où il était église, il n'existe aucune description, notamment de l'endroit où se situait l'autel.

### Le temple en révolution

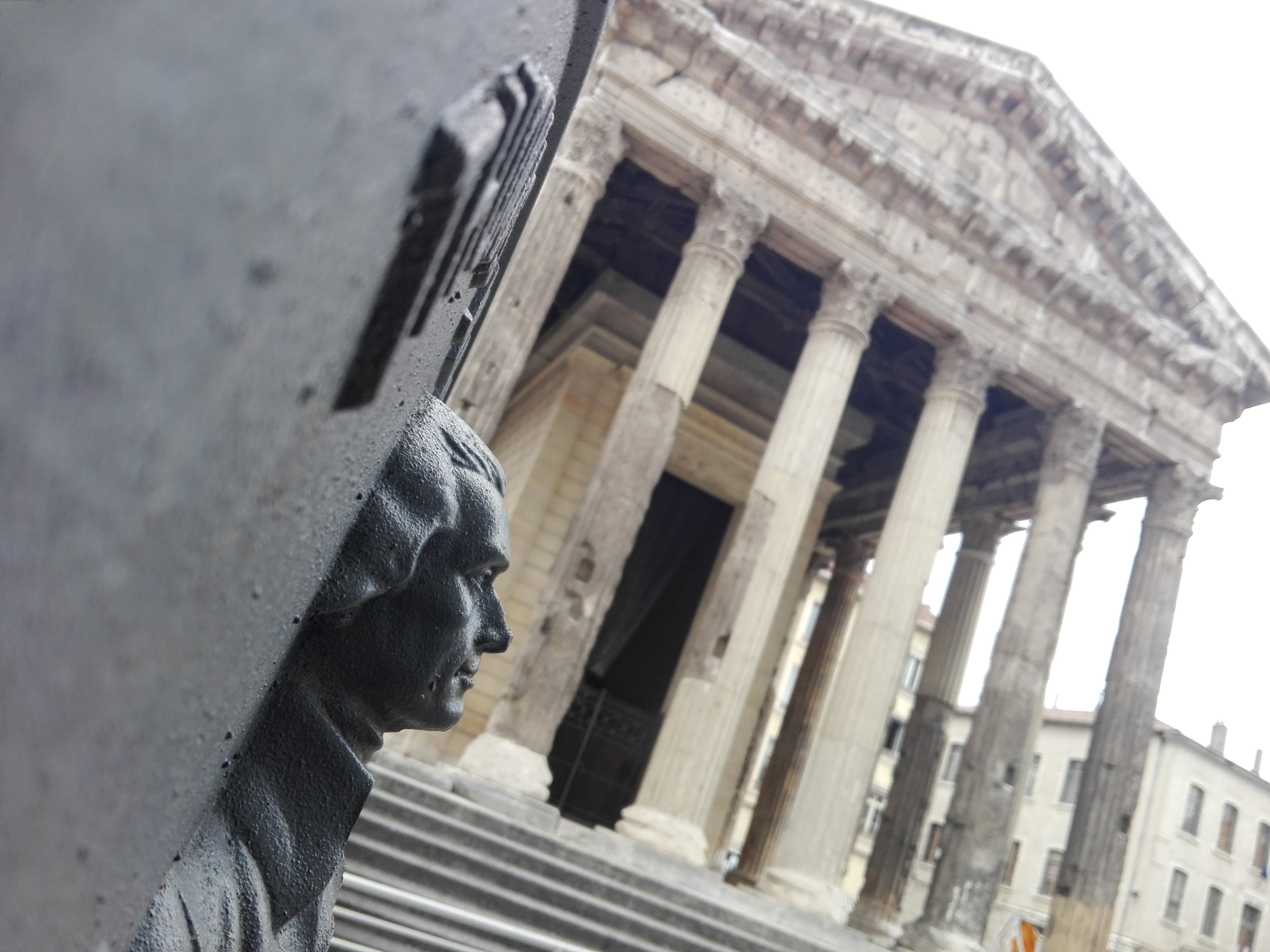
Buste de Thomas Jefferson venu visiter le temple en 1787.

Le 13 novembre 1792, la municipalité de Vienne prend un arrêté fermant les églises : c'est la fin du culte catholique à Notre-Dame-de-la-Vie. La statue de la Vierge qui surmontait la porte orientale est déposée. Peu après, le club viennois révolutionnaire (qui était un club jacobin), l'un des plus modérés de France, s'empare de cette occasion pour transformer le bâtiment en Temple de la Raison. L'inscription Société populaire est placée sur le fronton. Un autel à la Patrie y est élevé, on y affiche la déclaration des droits de l'homme et du citoyen. Le temple retentit d'hymnes patriotiques et voit les doctrines de l'Évangile remplacées par celles des théophilanthropes. On y célèbre, en plus des fêtes décadaires, des mariages ; cependant, pour certains Viennois, le temple n'a pas bonne réputation et se fait surnommer Cour du roi Pétaud ou encore pétaudière,. Les tribunes sont mentionnées à cette époque. Trois consoles placées contre le mur occidental supportent les bustes de révolutionnaires célèbres : Jean-Paul Marat, Marie Joseph Chalier et Louis-Michel Lepeletier de Saint-Fargeau. Des décors sont peints sur les murs : au nord, la Liberté tenant une pique, surmontée d'un bonnet phrygien, et appuyée sur un faisceau de licteur ; au sud, la Justice tenant un niveau. Au-dessus de la porte d'entrée, un faux marbre supporte le drapeau tricolore entouré de faisceaux d'armes et d'un caducée et affiche : union, force, justice.
À partir de 1795, le tribunal de commerce de Vienne et les justices de paix des deux cantons de Vienne s'y installent, cohabitant avec les fêtes décadaires jusqu'en 1799. À partir de cette date, le bâtiment conserve uniquement sa fonction de palais de justice et les huissiers de justice mentionnent régulièrement dans leurs actes :

« de comparaître dans l'ancien prétoire romain. »

L'inconfort de l'édifice conduit la ville à y aménager une cheminée, qui coupe une partie de la corniche extérieure, au grand dam d'Étienne Rey, conservateur du musée.

### Le temple Musée-Bibliothèque
Comme l'écrit le conservateur Thomas-Claude Delorme en 1841 :

« Enfin l'année 1822 vit, à la satisfaction générale, ce même monument recevoir, avec une nouvelle destination, un nom cher à tous les amis des arts : celui de Musée. »

Le transfert du tribunal permet d'abriter dans l'ancien temple le musée municipal, précédemment installé dans l'ancienne église Saint-Pierre, mais aussi la bibliothèque, jusqu'alors intégrée dans l'hôtel de ville. La première vue intérieure du monument est une gravure qui présente cet état : les collections archéologiques sont présentées au sol, tandis que les tribunes comportent les rayonnages de la bibliothèque. La cour située à l'ouest du bâtiment abrite les collections de plâtres. Une description du lieu publiée par le conservateur, en 1841, porte tant sur le monument lui-même que sur les collections qui y sont présentées. C'est dans cet état que Prosper Mérimée, inspecteur des monuments historiques, le décrit en 1835 : 

« Ma première visite fut pour le musée, établi à présent dans un petit temple antique, autrefois converti en église, et horriblement défiguré. Les colonnes qui entouraient la cella ont été engagées dans une ignoble maçonnerie de ce mur de clôture. Dans ce musée sont réunis un grand nombre de fragments antiques, parmi lesquels on remarque quelques tronçons de colonnes d'un diamètre énorme qui supposent des monuments de proportions gigantesques. »

## Renaissance du temple romain

### La restauration du temple auXIXesiècle

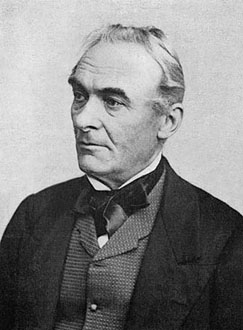
Prosper Mérimée, sous l'impulsion duquel la restauration du temple est décidée, à partir de 1852.

Il faut attendre 1839 pour qu'une véritable réflexion sur le dégagement de l'édifice antique se mette en place à l'instigation des autorités supérieures. Cette année-là, un projet de reconstruction du logement destiné au concierge du musée n'a pu être exécuté faute de l'approbation de l'autorité centrale sur l'avis de la Commission des Monuments Historiques qui envisage dès lors l'isolement du monument. La visite de l'Inspecteur général des Monuments Historiques, Prosper Mérimée, en juillet 1839, et sa désapprobation de la décision du Conseil municipal viennois sont à l'origine de cette opposition. Ce bâtiment moderne présente, selon lui, l'inconvénient de masquer une partie du temple. Dans son rapport présenté à la Commission, il souligne qu'au lieu de l'isoler, la ville s'apprête à laisser : 

« élever un grand magasin solidement bâti qui touche presque à la paroi du temple »

La décision municipale porte également sur la construction : 

« d'une échoppe pour y loger le concierge du musée. On masquerait ainsi la partie la plus ancienne et la mieux conservée du temple d'Auguste »

À la suite des observations de l'Inspecteur, le baron Pellenc (d), préfet de l'Isère de 1832 à 1847, prend la décision d'invalider la délibération municipale. L'année suivante, l'incendie de la maison Blache fait comprendre aux autorités locales les dangers que font courir les constructions modernes à l'architecture antique. À cette prise de conscience s'ajoute une pétition réclamant l'isolement du temple afin de le rétablir dans son état primitif. Dès 1841, le Conseil municipal vote cette première acquisition en vue du dégagement. Il s'agit d'acheter le terrain occupé, avant l'incendie, par la maison Blache. Le Conseil Général de l'Isère a également porté l'ordre du jour de la session de 1841 la conservation du temple d'Auguste et de Livie reconnaissant l'urgence et l'obligation de procéder au désencombrement.
Entretemps, en 1840, le bâtiment figure parmi « la liste des monuments pour lesquels des secours ont été demandés » à l'État, toujours par le biais de la Commission des Monuments historiques. En 1844, Charles-Auguste Guestel propose à la commission un essai visant à incruster des fragments manquants sur deux colonnes et à reposer une travée d'entablement. En 1845, on procède au test. Le projet vise aussi à dégager les abords du temple, avec sept habitations à démolir et quatre autres à détruire partiellement.
En 1852, Constant-Dufreux, reprenant les projets de Questel, présente trois options à la commission : consolider les éléments de toutes les époques, privilégier les parties antiques en restaurant colonnes et face postérieure, conserver les vestiges antiques et reconstruire la cella. Cette dernière hypothèse est retenue afin de concourir à la stabilité de l'édifice, les colonnes étant soulagées d'une partie du poids du comble, et de se concentrer, face à l'accroissement des édifices classés et à l’insuffisance des moyens d'action, sur les monuments offrant les modèles les plus complets de « l'Art », d'autre part ce projet correspond bien aux plans de Prosper Mérimée, alors inspecteur général des Monuments historiques. Les expériences conduites dans la Rome napoléonienne inspirent Constant-Dufreux, qui a séjourné à Vienne de 1830 à 1835 : dans cette lignée sont associés aménagement des abords et restauration du monument.
Les travaux se déroulent de 1852 à 1880. Le mur postérieur est repris en pierre de Villeneuve-lès-Avignon, et de Velleron (calcaire tendre) et les murs de la cella sont repris en pierre de Cruas (calcaire compact blanc teinté d'ocre). En 1857, le mur du stylobate est déblayé. Derrière les colonnes se trouvaient de grandes portes en bois qui cachaient la cella où se trouvait la statue du dieu (une grille métallique clôt actuellement la cella). Seuls les prêtres accédaient au podium et pouvaient pénétrer dans la cella. La population restait en contrebas du podium. L'autel en pierre reconstruit sur l’emmanchement est une restauration pour laquelle n'existe encore aucune attestation archéologique, mais néanmoins possible. Cet autel servait à pratiquer le culte et sacrifier des animaux aux dieux. Il s'agit également d'une reconstruction moderne se basant sur les fouilles d'Étienne Rey en 1821. En 1858, la place Notre-Dame-de-la-Vie est nivelée. La charpente apparente et les murs de la cella datent de cette époque.

### Dernières restaurations
En 1974, un état du monument est dressé par Jean-Louis Taupin, architecte en chef des monuments historiques. Il identifie notamment tous les éléments antiques et les restaurations précédentes. Les travaux qui s'ensuivent durent jusqu'en 1977 et consistent en un nettoyage de l'ensemble du bâtiment, quelques consolidations et une reprise de la charpente et de la couverture.
Les dernières interventions viennent de s'achever dans le cadre du Plan Patrimoine, financé par l'État, la Région Rhône-Alpes, le Département de l'Isère et la Ville de Vienne. Ces travaux ont pour but d'ouvrir à nouveau l'intérieur du monument au public en vérifiant l'état des restaurations antérieures et en reprenant une partie de la toiture. De plus, le sommet des chapiteaux a été couvert d'une feuille de plomb pour les protéger des intempéries. Un filet de protection contre les oiseaux a aussi été posé sous la charpente apparente.

## Galerie

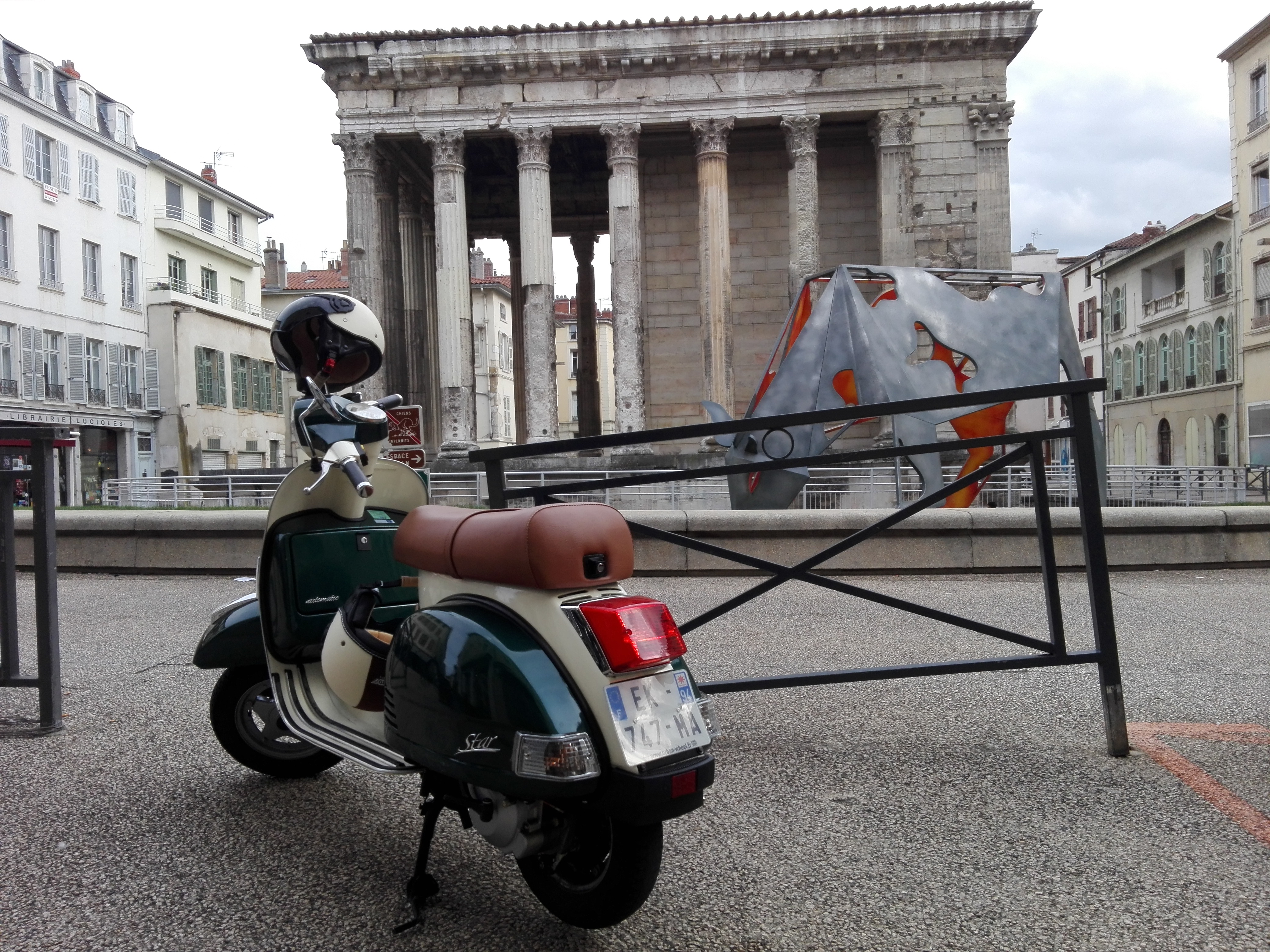
une scène de centre-ville
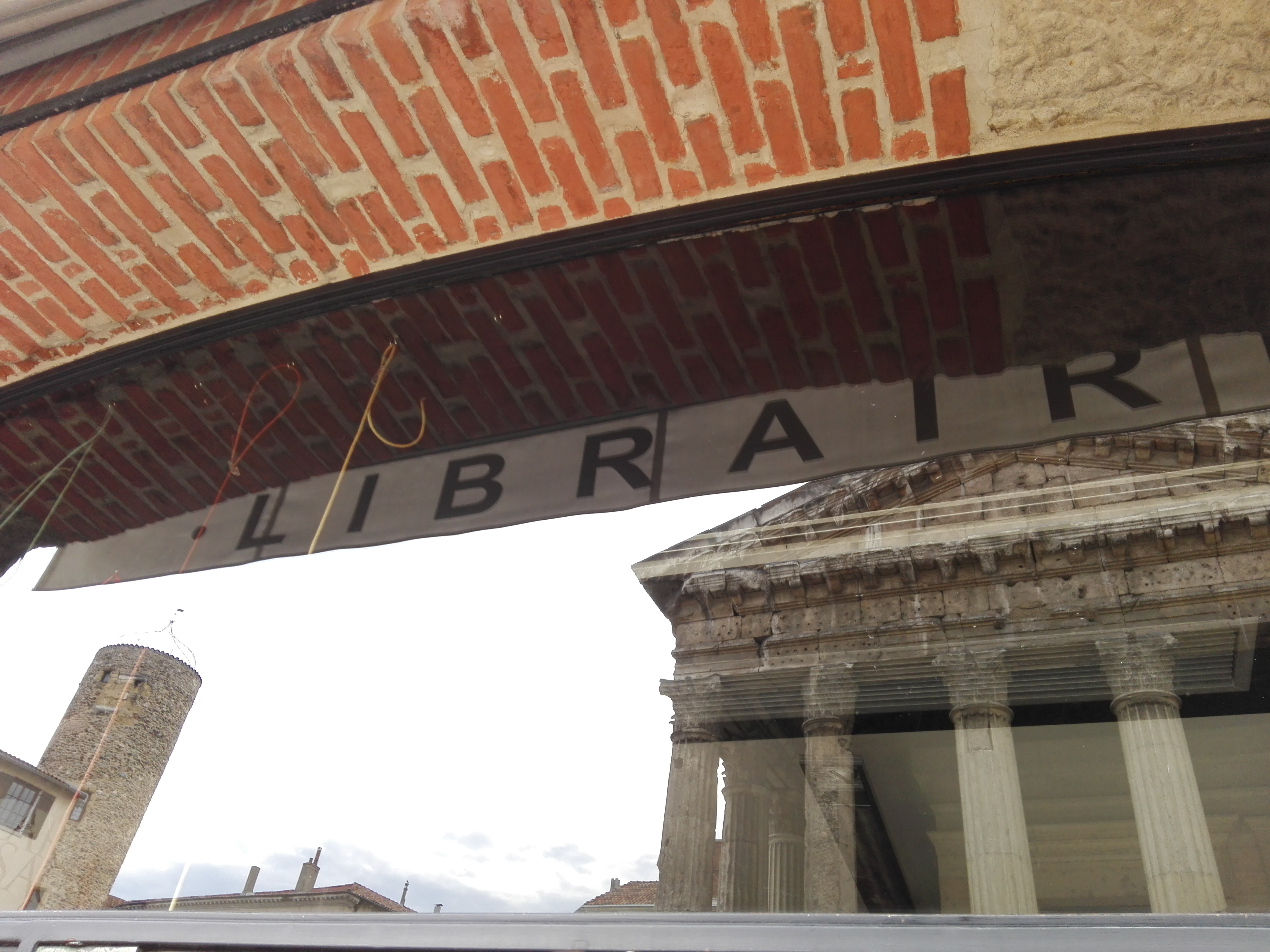
une vue du temple avec la tour de la prison
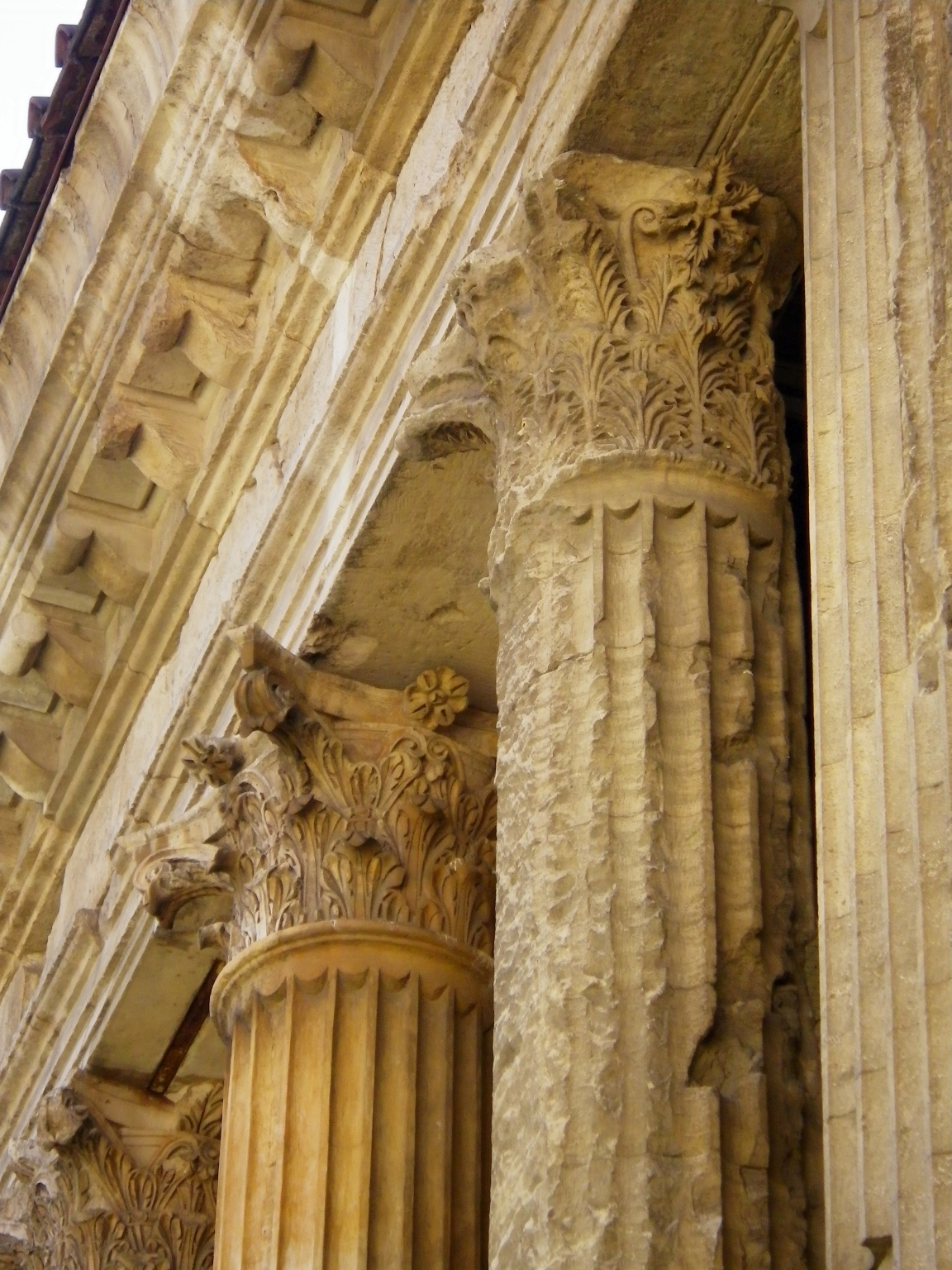
Zoom sur l’ornement des colonnes du temple.
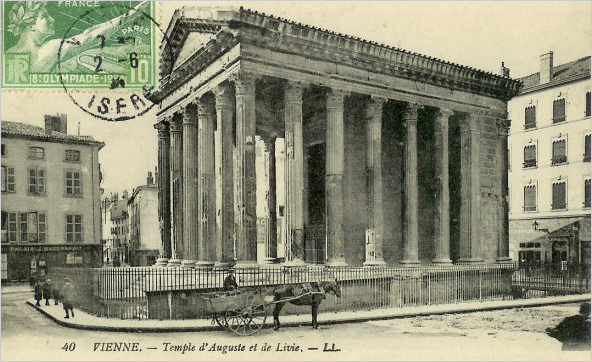
Carte postale du temple, prise quelque temps après les restaurations achevées en 1880.